# Alphonse de Capoue
Pour les articles homonymes, voir Alphonse II et Capoue (homonymie).
Alphonse de Capoue ou Alphonse de Sicile (né c. 1120 – 10 octobre 1144) est un prince du royaume de Sicile, prince de Capoue (1135-1144) et duc de Naples (1139-1144).

## Biographie
Né vers 1120, le prince Alphonse est le troisième fils du roi Roger II de Sicile et d'Elvire de Castille. Il fut prénommé Alphonse (prénom inconnu dans l'Italie du XIIe siècle) en l'honneur de son grand-père le roi Alphonse VI de Castille.
Après la soumission définitive en 1134 de la principauté de Capoue, Alphonse est investi par son père des titres de « prince de Capoue » (1135) et de « duc de Naples» (1139). Jusqu'en 1137, il gouverne la principauté de Capoue avec l'aide de Guarin, aumônier et chancelier de son père.
Au printemps 1140, son père le charge de faire la conquête des Abruzzes. Alphonse, d'abord seul chargé des opérations, est bientôt rejoint par son frère aîné, Roger, duc d'Apulie. Les premières opérations militaires sont dirigés contre le comte de Manoppello dont les brigandages désolaient depuis longtemps les habitants de la région : le comte est chassé et remplacé par Bohémond de Tarsia (1140). Alphonse pousse l'expédition plus au nord et soumet toute la région comprise entre la Pescara et le Tronto, c'est-à-dire le comté de Chieti et celui de Penne. En juillet 1140, Alphonse et son frère occupent Arce, Sora et toute la région jusqu'à Ceprano, c'est-à-dire près de l'État pontifical : l'avancée des armées normandes causèrent à Rome un vif émoi. Tandis qu'à Tivoli on se prépare à résister aux troupes normandes, le pape Innocent II écrit à Alphonse et à son frère pour leur reprocher leurs dernières conquêtes : les jeunes princes se bornèrent à répondre qu'ils ne faisaient qu'occuper les anciennes dépendances de la principauté de Capoue.
En juin 1144, il participe avec son frère Roger à la rencontre qui eut lieu à Ceprano entre le pape Lucius II et le roi Roger II de Sicile qui revendiquait des territoires que la Papauté tenait en son pouvoir. Les négociations échouèrent et le pape et le roi se séparèrent, forts mécontents l'un de lautre : le roi de Sicile regagna Palerme et chargea Alphonse, assisté de son frère Roger, d'ouvrir les hostilités avec l'État pontifical. L'armée sicilienne ravaga Veroli et s'avança jusqu'à Ferentino. Le pays des Marses fut occupé jusqu'à Amiterno et Rieti. Voyant ses États menacés, le pape fut forcé de conclure avec les fils du roi une trêve de sept ans, par laquelle les princes normands s'engageaient à ne pas attaquer les territoires du pape. Leur père refusa d'abord de ratifier l'accord et il est possible que la lutte continua car, quelques semaines plus tard, Alphonse meurt prématurément, le 10 octobre 1144, lors d'une campagne militaire menée dans le Latium, en accompagnant son frère Roger. Après la mort d'Alphonse, le roi de Sicile consentit à signer une trêve avec le pape.
Alphonse n'a pas de postérité connue.

## Sources primaires
- Falcon de Bénévent, Chronique.
- Romuald de Salerne, Annales.